# 吸場町
吸場町（すいばちょう）は、愛知県名古屋市昭和区の地名。

## 歴史

### 沿革
- 1931年（昭和6年）4月1日 - 中区御器所町の一部により、同区吸場町として成立[1]。
- 1937年（昭和12年）10月1日 - 昭和区成立に伴い、同区吸場町となる[1]。
- 1972年（昭和47年）8月1日 - 白金一丁目・鶴舞二丁目・福江一丁目にそれぞれ編入され消滅[1]。